# 段成己
段成己（?—?），字誠之，號菊軒先生，山西稷山人。
正大七年（1230年）進士，授宜陽主簿。金朝末年，避居龍門山（今山西河津縣），後遷徙晉寧。入元後，曾擔任平陽路儒學提舉，“悠遊以卒”。